# Passeig Mossèn Cinto Verdaguer (Igualada)

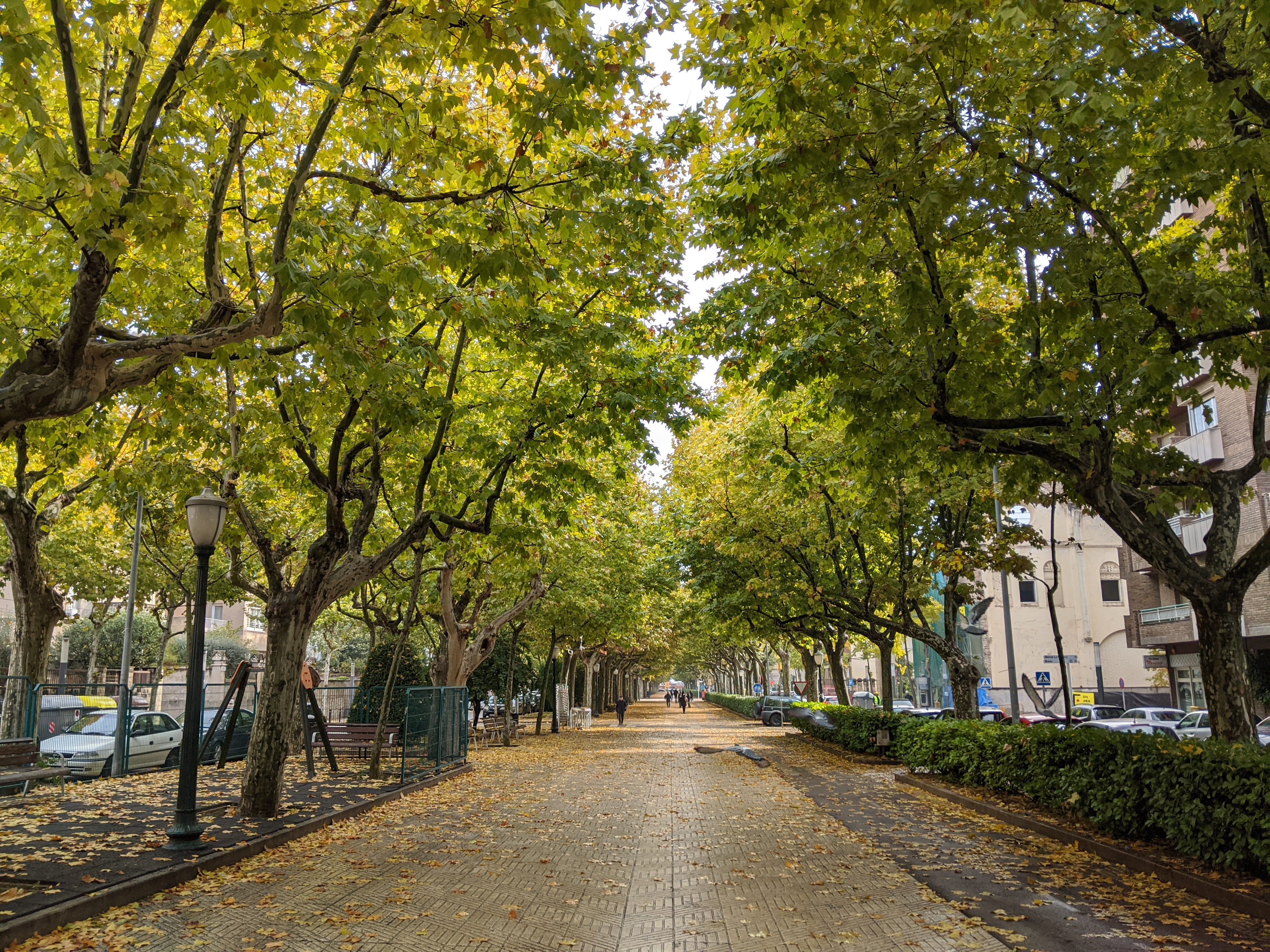
Passeig Verdaguer, al seu pas per l'Antic Hospital durant l'enderroc d'aquest.

El Passeig Mossèn Cinto Verdaguer és un carrer del municipi d'Igualada (Anoia). Forma part de l'Inventari del Patrimoni Arquitectònic de Catalunya. És el passeig recte més llarg de l'Estat Espanyol.

## Descripció
El passeig Verdaguer està format pel traçat d'una via urbana de 40m. d'ample i més d'un quilòmetre de llarg. L'antic passeig projectat no era, però, com l'actual, era més curt i arribava fins a l'antic Hospital. En la seva trajectòria comptava amb dues places rodones que el dividien en 3 parts iguals, i tenia unes fileres d'arbres paral·leles que el vorejaven. Les primeres construccions de cases en el passeig daten de la segona meitat del segle xix. Un aspecte a tenir en compte és el de les successives ampliacions els anys 1892, 1900, 1901 i 1903. La forma actual l'obté l'any 1957.

## Història
El projecte d'esplanació del Passeig, realitzat l'any 1834 per l'arquitecte Pere Serra i Bosch és l'obra cabdal del procés d'urbanització d'Igualada durant el segle xix. Era una obra gegantina per aquell temps, entenedora únicament en el context d'eufòria que vivia Igualada en aquells anys, en que s'havia convertit en una de les poblacions capdavanteres de la industrialització de Catalunya. Les obres d'esplanació foren realitzades per obrers en atur. L'any 1846 l'ajuntament encomana a l'arquitecte Sebastià Cabot la realització del pla d'urbanització del territori existent entre el nucli antic i el Passeig.